# Kastrycznik (przystanek kolejowy)
Kastrycznik (biał. Кастрычнік, ros. Кастрычник, dosł. Październik) – przystanek kolejowy w lasach, 2 km od miejscowości Nachau, w rejonie kalinkowickim, w obwodzie homelskim, na Białorusi. Leży na linii Homel - Łuniniec - Żabinka.